# Degitu Azimeraw
Degitu Azimeraw (24 januari 1999) is een Ethiopische atlete, gespecialiseerd in lange afstanden.

## Persoonlijke records
| Afstand        | Tijd    | Datum           | Plaats         |
| -------------- | ------- | --------------- | -------------- |
| halve marathon | 1:06.07 | 8 februari 2019 | Ras Al Khaimah |
| marathon       | 2:17.59 | 3 oktober 2021  | Londen         |

## Palmares

### 10 km
- 2017: 5e Great Ethiopian Run - 33.11
- 2021:  San Silvestre Vallecana - 30.26

### Halve marathon
- 2018: 6e Halve marathon van Ras al-Khaimah - 1:06.47
- 2018:  Gifu Seiryu halve marathon - 1:09.53
- 2018:  halve marathon van Bogota - 1:14.51
- 2019: 4e Halve marathon van Ras al-Khaimah - 1:06.07
- 2019:  Afrikaanse spelen - 1:10.31

### 25 km
- 2017:  25 km van Calcutta - 1:26.01
- 2018: 4e 25 km van Calcutta - 1:27.51

### Marathon
- 2019:  marathon van Amsterdam - 2:19.26
- 2020: 5e marathon van Valencia - 2:19.56
- 2021:  marathon van Londen - 2:17.58
- 2022: 8e Boston marathon - 2:25.23
- 2024:  marathon van Barcelona - 2:19.52